# فوسانو
فوسانو (به ایتالیایی: Fossano) یک کومونه در ایتالیا است که در استان کونیو واقع شده‌است.

## خصوصیات
فوسانو ۱۳۰ کیلومترمربع مساحت و ۲۴٬۸۵۴ نفر جمعیت دارد و ۳۷۵ متر بالاتر از سطح دریا واقع شده‌است.

## خواهرخوانده
شهرهای رافائلا و کامپونوگارا خواهرخوانده‌های فوسانو هستند.